# Zhangixalus arvalis
Zhangixalus arvalis là một loài ếch trong họ Rhacophoridae. Chúng là loài đặc hữu của Đài Loan.
Các môi trường sống tự nhiên của chúng là các khu rừng ẩm ướt đất thấp nhiệt đới hoặc cận nhiệt đới, đầm nước ngọt có nước theo mùa, đất canh tác, các đồn điền, vườn nông thôn, và đất có tưới tiêu. Loài này đang bị đe dọa do mất môi trường sống.